# Europacup II 1962/63
Het derde seizoen van de Beker der Bekerwinnaars werd door het Engelse Tottenham Hotspur gewonnen in de finale tegen titelverdediger Atlético Madrid. Het was de eerste keer dat een Europese beker door een Brits team gewonnen werd.
25 teams namen deel waaronder 20 bekerwinnaars. Vitória Setúbal, Portadown en Grazer AK waren bekerfinalist en Hongarije stuurde Ujpest dat vicekampioen was (er was op dat moment geen beker in Hongarije). Atlético Madrid was als titelverdediger rechtstreeks geplaatst.

## Voorronde
| Team #1            | Tot.  | Team #2            | 1ste wed | 2de wed | Playoffs |
| ------------------ | ----- | ------------------ | -------- | ------- | -------- |
| OFK Beograd        | 5 - 3 | SC Chemie Halle    | 2 - 0    | 3 - 3   |          |
| Újpest Dósza       | 5 - 0 | Zagłębie Sosnowiec | 5 - 0    | 0 - 0   |          |
| Bangor City FC     | 3 - 3 | AC Napoli          | 2 - 0    | 1 - 3   | 1 - 2    |
| Lausanne Sports    | 5 - 4 | Sparta Rotterdam   | 3 - 0    | 2 - 4   |          |
| Rangers FC         | 4 - 2 | Sevilla FC         | 4 - 0    | 0 - 2   |          |
| AS Saint-Étienne   | 4 - 1 | Vitória Setúbal    | 1 - 1    | 3 - 0   |          |
| Alliance Dudelange | 2 - 9 | B 1909 Odense      | 1 - 1    | 1 - 8   |          |
| Steaua Boekarest   | 4 - 7 | Botev Plovdiv      | 3 - 2    | 1 - 5   |          |
| Hibernians FC      | (w/o) | Olympiakos Piraeus | -        | -       |          |

- Tottenham, Slovan, Portadown, Nürnberg, Graz, Shamrock en Atlético waren vrij in de voorronde.

## Eerste Ronde
| Team #1            | Tot.  | Team #2              | 1ste wed | 2de wed | Playoffs |
| ------------------ | ----- | -------------------- | -------- | ------- | -------- |
| OFK Beograd        | 7 - 4 | Portadown FC         | 5 - 1    | 2 - 3   |          |
| Újpest Dósza       | 2 - 2 | AC Napoli            | 1 - 1    | 1 - 1   | 1 - 3    |
| Lausanne Sports    | 1 - 2 | TJ Slovan Bratislava | 1 - 1    | 0 - 1   |          |
| Tottenham Hotspur  | 8 - 4 | Rangers FC           | 5 - 2    | 3 - 2   |          |
| AS Saint-Étienne   | 0 - 3 | 1. FC Nürnberg       | 0 - 0    | 0 - 3   |          |
| Grazer AK          | 4 - 6 | B 1909 Odense        | 1 - 1    | 3 - 5   |          |
| Shamrock Rovers    | 0 - 5 | Botev Plovdiv        | 0 - 4    | 0 - 1   |          |
| Atlético de Madrid | 5 - 0 | Hibernians FC        | 4 - 0    | 1 - 0   |          |

## Kwartfinale
| Team #1              | Tot.  | Team #2            | 1ste wed | 2de wed | Playoffs |
| -------------------- | ----- | ------------------ | -------- | ------- | -------- |
| OFK Beograd          | 3 - 3 | AC Napoli          | 2 - 0    | 1 - 3   | 3 - 1    |
| TJ Slovan Bratislava | 2 - 6 | Tottenham Hotspur  | 2 - 0    | 0 - 6   |          |
| 1. FC Nürnberg       | 7 - 0 | B 1909 Odense      | 1 - 0    | 6 - 0   |          |
| Botev Plovdiv        | 1 - 5 | Atlético de Madrid | 1 - 1    | 0 - 4   |          |

## Halve Finale
| Team #1        | Tot.  | Team #2            | 1ste wed | 2de wed |
| -------------- | ----- | ------------------ | -------- | ------- |
| OFK Beograd    | 2 - 5 | Tottenham Hotspur  | 1 - 2    | 1 - 3   |
| 1. FC Nürnberg | 2 - 3 | Atlético de Madrid | 2 - 1    | 0 - 2   |

## Finale
| Tottenham Hotspur | 5 - 1 | Atlético de Madrid |